# Kalidium caspicum
Kalidium caspicum är en amarantväxtart som först beskrevs av Carl von Linné, och fick sitt nu gällande namn av Ung.-sternb. Kalidium caspicum ingår i släktet Kalidium och familjen amarantväxter. Inga underarter finns listade i Catalogue of Life.

## Bildgalleri

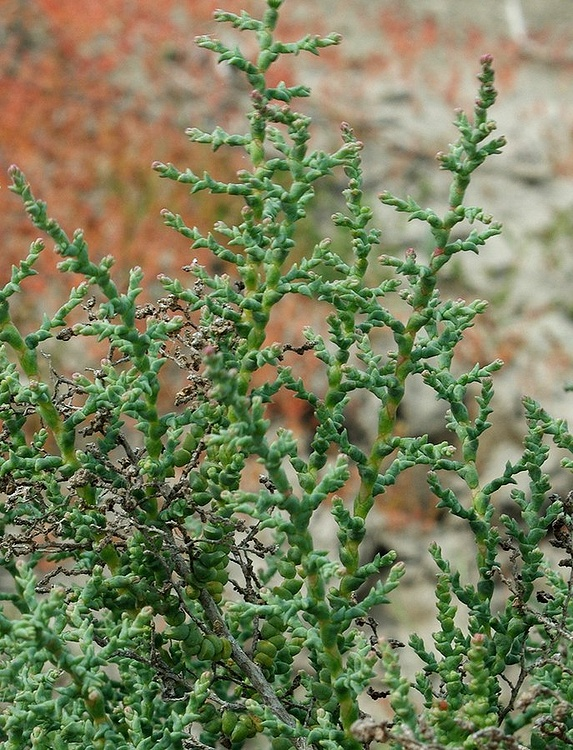